# Strömungstauchen
Das Strömungstauchen, das auch Flusstauchen und Drift Diving genannt wird, ist eine Gerätetauch-Technik, die es erlaubt, in Gewässern mit einer Strömung zu tauchen. Der Taucher lässt sich dabei mit der Strömung tragen und erlebt so das Gefühl, unter Wasser zu fliegen. Strömungstauchen in Flüssen, Bächen und Kanälen kann spektakulär sein, ist aber nicht ungefährlich, weshalb es nur von erfahrenen Tauchern ausgeübt werden sollte. Im Meer, Seen und Teichen, wo die Strömung durch die Gezeiten, Zuflüsse, Unterwasser-Topografie, Thermik im Wasser oder Unterschiede im Salzgehalt des Meerwassers entsteht, ist das Strömungstauchen oft weniger gefährlich und kann auch von Anfängern erlebt werden.

## Im Meer, See oder Teich
Die Tauchgangsplanung benötigt beim Strömungstauchen mehr Aufwand als bei anderen Tauchgängen. Im Meer oder See ist ein Boot vorteilhaft, das den Tauchern an der Wasseroberfläche folgt. Sobald die Taucher die Tauchtiefe erreicht haben, blasen sie eine Signalboje auf, die sie zur Oberfläche aufsteigen lassen. Dieser von den Tauchern mitgezogenen Boje kann das Tauchboot einfach folgen. Wird von einem geankerten Boot oder vom Land aus getaucht, muss der Einstieg so gewählt werden, dass der Tauchgang gegen die Strömung begonnen werden kann. Am Ende des Tauchgangs, bei Überanstrengung oder zu hohem Atemgasverbrauch, weil die Strömung stärker als vermutet ist, können sich die Taucher dann mit der Strömung zur Einstiegsstelle zurücktreiben lassen. Ein Tauchgang vom Meeresstrand aus sollte nie unmittelbar nach Beginn der Flut geplant werden. Es besteht die Gefahr, in das offene Meer hinausgespült zu werden. Wie bei jedem Tauchgang muss insbesondere beim Strömungstauchgang das Verhalten bei Verlieren des Buddys vereinbart werden. Tauchboote lassen deshalb oft eine sogenannte Strömungsleine zu Wasser. Das ist eine Boje, die an einem bis zu mehrere hundert Meter langen Seil befestigt ist. Treiben Taucher am verankerten Boot vorbei, ist die Chance groß, dass sie sich an der Strömungsleine halten und von einem Beiboot zurück auf das Tauchboot gebracht werden können. Jeder Taucher sollte mit Kompass und mit einem Signalgeber ausgerüstet sein. In manchen Ländern ist es Vorschrift, dass die mitgeführten Bojen eine Taucherflagge tragen.

## In Flüssen, Bächen oder Kanälen
Grundsätzlich gelten die Regeln für das Strömungstauchen im Meer oder See auch in Flüssen und Bächen. Abhängig von der Tiefe und Breite des Gewässers, sowie der Stärke der Strömung, können zusätzliche Regeln gelten. Wird in einem seichten Fluss mit verankertem oder ohne Boot getaucht, sollte der Tauchgang gegen die Strömung begonnen werden, wenn es die Strömung zulässt. Oft ist die Einstiegs- und Ausstiegsstelle nicht derselbe Ort, da das Tauchen gegen eine starke Strömung unmöglich ist. In kleineren Flüssen oder Bächen kann manchmal nicht im Buddysystem getaucht werden. Dann können Helfer entlang des Gewässers postiert werden, um einen Taucher retten zu können. Im Wildwasser sind Sicherungsleinen über oder im Wasser sinnvoll. Eine Sicherungs-Mannschaft am unteren Ende der Tauchstelle, die an einem Seil gesichert ist, kann Taucher abfangen, die am vereinbarten Ausstieg vorbeigetrieben sind. Die Helfer- und Sicherungs-Mannschaft wird oft auch mit einem oder mehreren Wurfsäcken ausgerüstet. Wegen der geringen Sichtweite sollte niemals an Stellen getaucht werden, wo es Weißwasser (tanzende Schaumkronen) gibt. Gefährlich können auch Stromschnellen, Wirbel, Walzen und unterspülte Felsen sein, aus denen sich der Taucher nicht mehr selbst befreien kann. Diese sollten umtaucht werden. Prellwände können eine weitere Gefahr darstellen. Das sind Stellen, an der das Wasser an einer Felswand umgelenkt wird und sich deshalb in den Fels einfrisst. Meist ist die Strömung an Prellwänden sehr stark.